# SBS 아침종합뉴스
《SBS 아침종합뉴스》는 SBS 러브FM에서 매일 아침 7시에 방송되었던 SBS 러브FM의 아침뉴스 프로그램이다.

## 개요
1991년 3월 20일부터 SBS AM 라디오가 개국됨에 따라 매일 아침 7시에 신설되어 30분간 방송되었다. 그러다가 1994년 4월 3일부터 10분으로 단축되었다가, 2017년 2월 12일에 폐지되었다.

## 앵커
- 평일 : 정석문 아나운서 (남)
- 주말 : 무작위

## 동시 시간대 방송 프로그램
- KBS 제1라디오 아침종합뉴스
- KBS 제2라디오 아침종합뉴스
- MBC 아침종합뉴스

## 같이 보기
- SBS의 뉴스 프로그램
- SBS 낮 종합뉴스

| SBS 러브FM                        |                          |                                   |
| 이전                              | SBS 아침종합뉴스         | 다음                              |
| 박진호의 시사전망대 1·2부 (월~토) | SBS 아침종합뉴스         | 박진호의 시사전망대 3·4부 (월~토) |
| 오전 6시 20분 ~ 오전 7시          | 오전 7시 ~ 오전 7시 10분 | 오전 7시 10분 ~ 오전 8시          |
| 최영아의 책하고 놀자 1·2부 (일)   |                          | 최영아의 책하고 놀자 3·4부 (일)   |

| KNN 러브FM                        |                          |                                   |
| 이전                              | SBS 아침종합뉴스         | 다음                              |
| 박진호의 시사전망대 1·2부 (월~토) | SBS 아침종합뉴스         | 박진호의 시사전망대 3·4부 (월~토) |
| 오전 6시 20분 ~ 오전 7시          | 오전 7시 ~ 오전 7시 10분 | 오전 7시 10분 ~ 오전 8시          |
| 최영아의 책하고 놀자 1·2부 (일)   |                          | 최영아의 책하고 놀자 3·4부 (일)   |